# Cadillac Escalade
De Cadillac Escalade is een grote en luxe SUV van Cadillac. De Escalade kwam uit in 1999. De eerste generatie werd in Arlington (Texas) gemaakt. Alle Escalades hebben een V8, die tussen de 5.3 liter en 6.2 liter ligt. Van de Cadillac Escalade zijn ook pick-ups gemaakt.

## Eerste generatie
Nadat in 1998 Ford Motor Company de Lincon Navigator in productie was genomen, wilde General Motors ook een SUV. Ze introduceerde de Chevolet Suburban, de GMC Yukon en de Cadillac Escalade. Hij was te krijgen met 255 of 300 pk.

## Tweede generatie
Nadat de Cadillac Escalade 2 jaar niet te koop was kwam er een nieuwe. In 2002 kwam de nieuwe met de motor voorin met 4-wiel- of achterwielaandrijving. Het vermogen varieerde van 285 tot 345 pk. De Escalade werd in Amerika ook veel beter verkocht dan eerder.

## Derde generatie

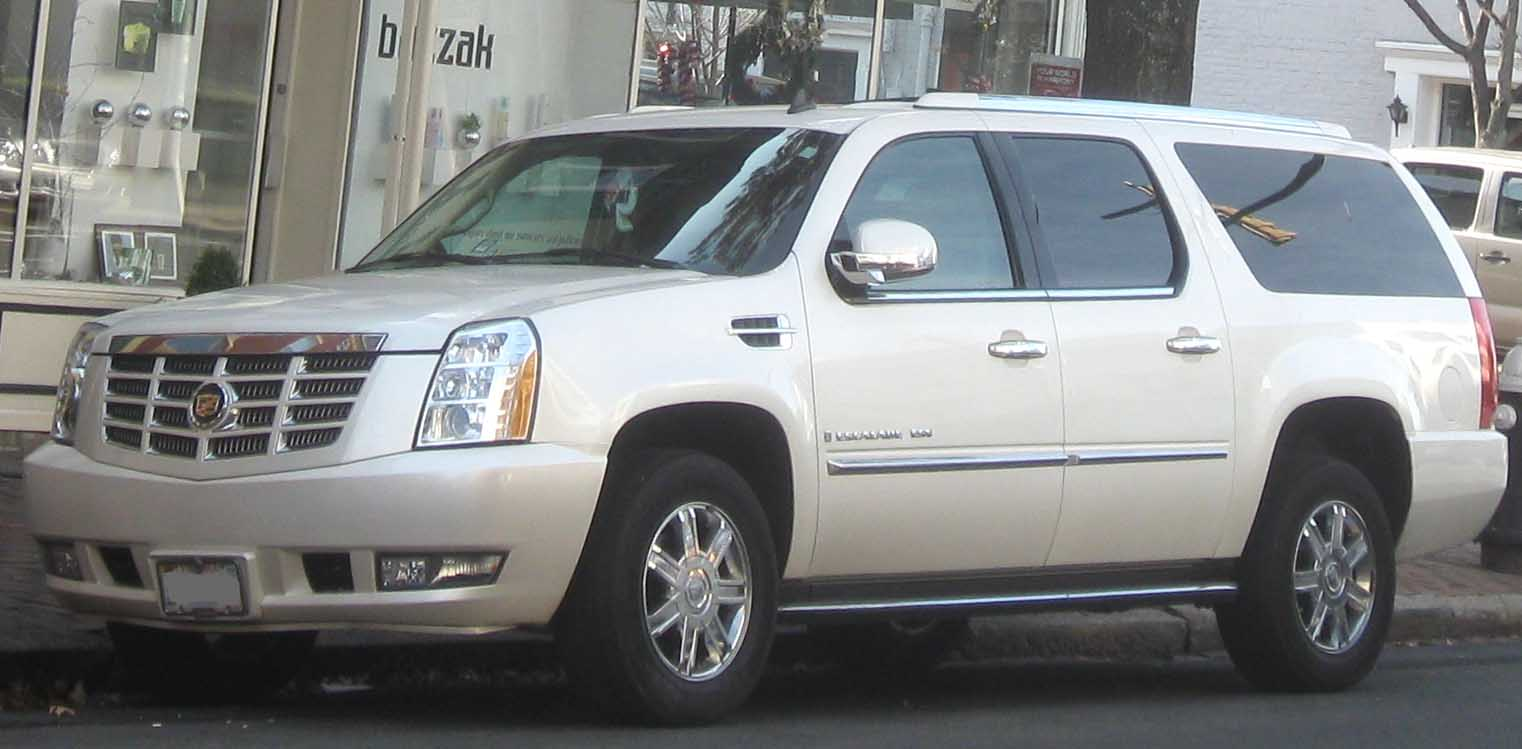
GMT936 Cadillac Escalade ESV

De derde generatie kwam in 2007 op de markt. De auto had 3 versies: de standaard versie, de ESV die ruim 50 centimeter langer is, en de EXT-pick-up. Alle versies hebben 403 pk.

### Hybride

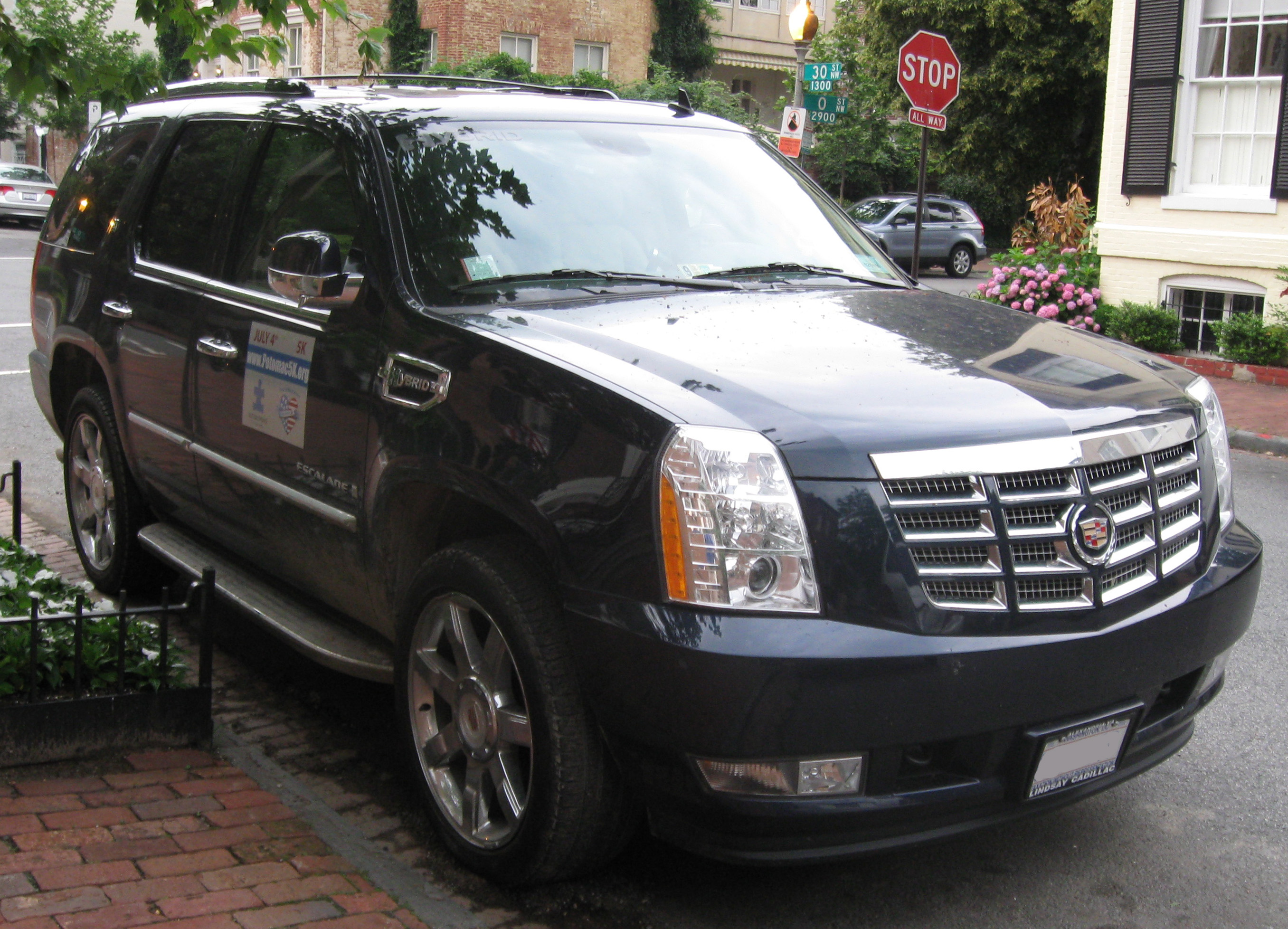
2009 Cadillac Escalade Hybrid.

De hybride versie van de Escalade werd gepresenteerd op de Florida Motor Show in 2008. De wagen wordt aangedreven door een 6,0-liter V8-motor van 332 pk in combinatie met twee elektromotoren van 60 kW, wat een gecombineerd vermogen van 379 pk oplevert.

## Vierde generatie

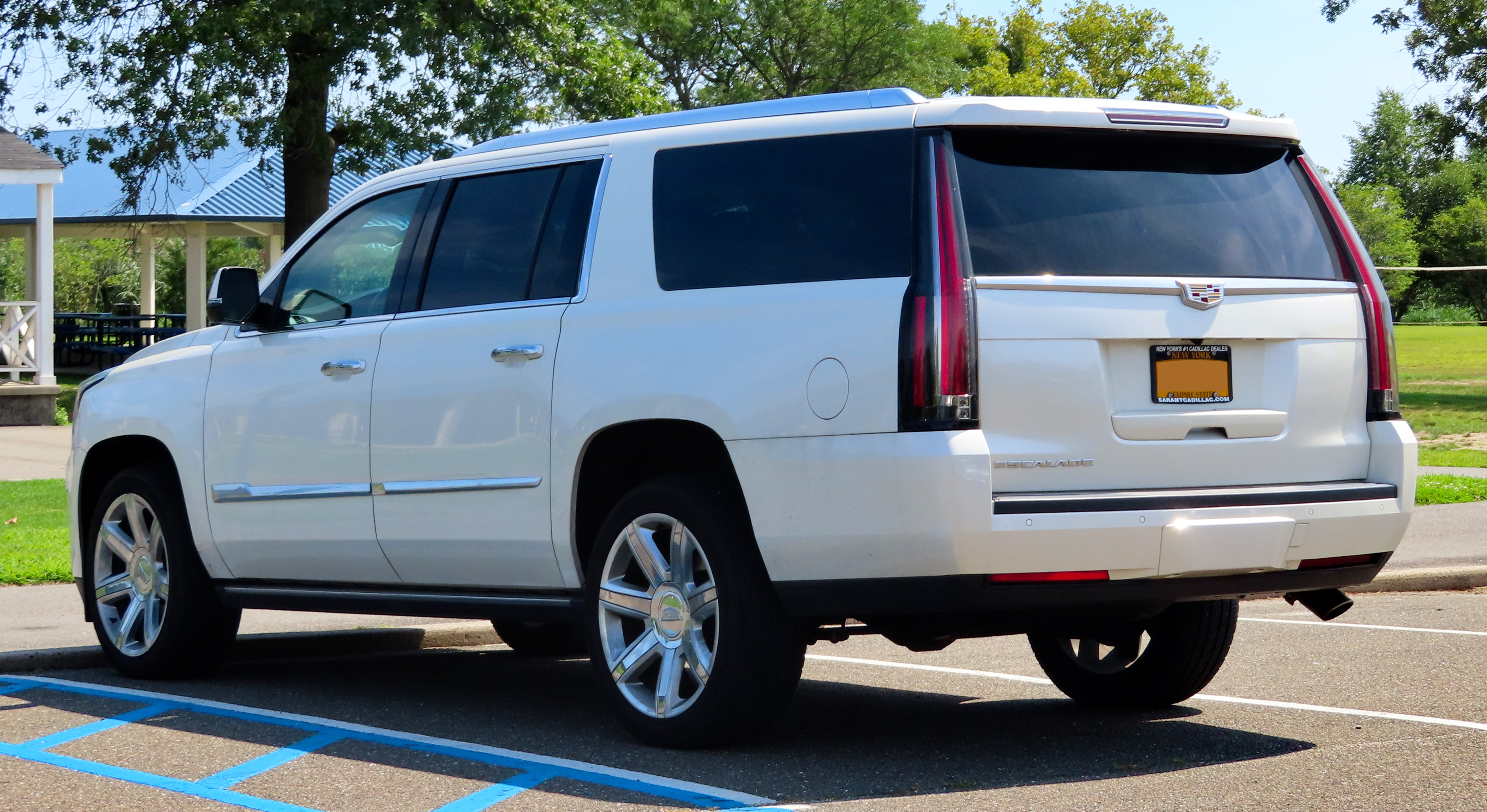
Cadillac Escalade ESV (2015)

De vierde generatie Escalade werd voorgesteld in oktober 2013 en was vanaf april 2014 te koop. Er waren twee versies: de standard versie en de 55 centimeter langere ESV. Een EXT-pick-up werd niet langer aangeboden. Alle versies worden aangedreven door een 6,2-liter V8-motor met 420 pk, gekoppeld aans een zestraps automatische transmissie. Vanaf 2015 werd een achtraps automaat geleverd en vanaf 2018 een tientraps automaat.

## Vijfde generatie

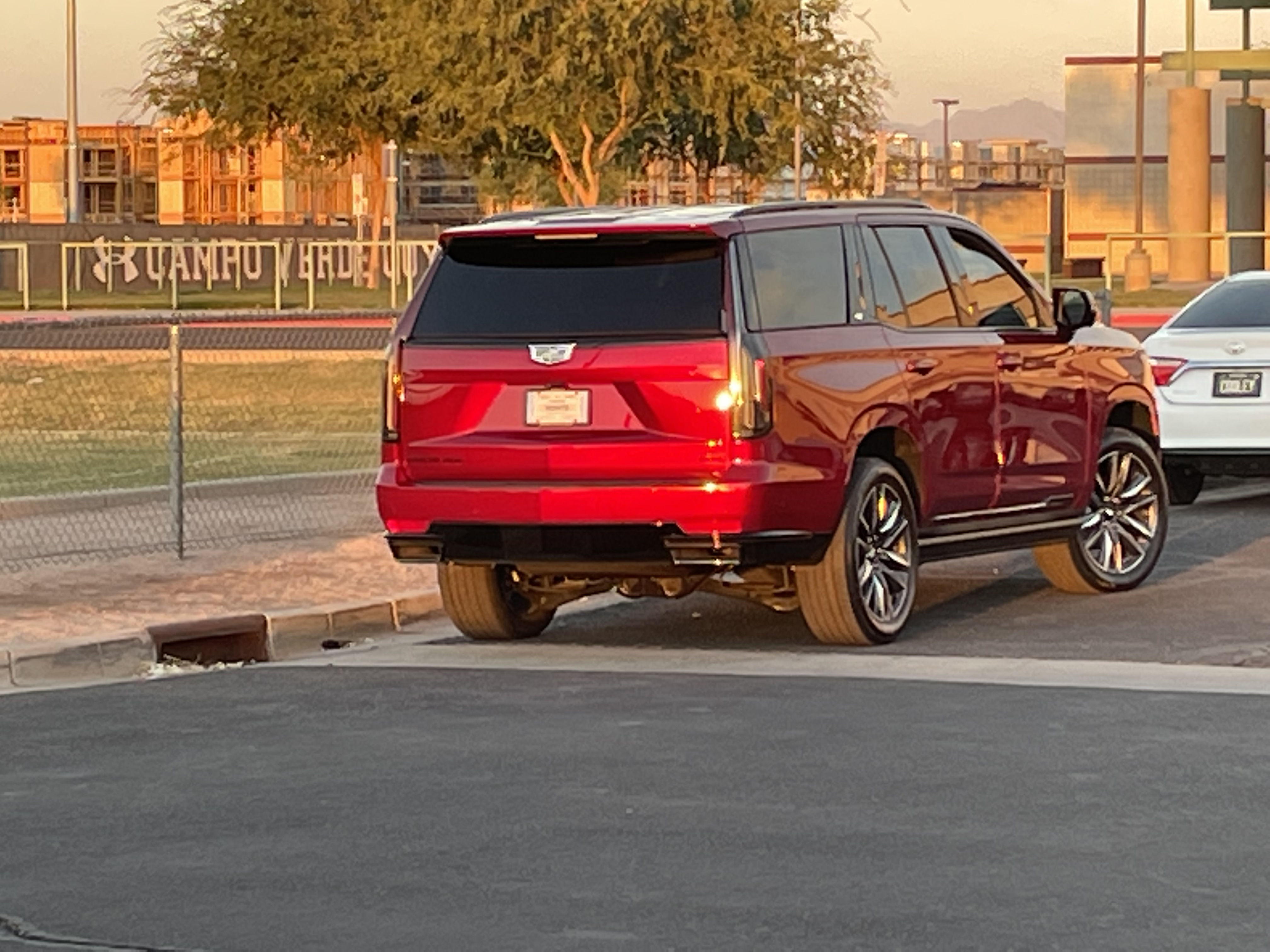
Cadillac Escalade (2021), achteraanzicht

De vijfde generatie Escalade kwam op de markt in het najaar van 2020. Ook deze generatie wordt aangeboden als standaard versie en als verlengde ESV-versie. Naast de 6,2-liter V8-motor met een vermogen van 420 pk kunnen de wagens ook met een 277 pk sterke 3,0-liter zes-in-lijn turbodiesel geleverd worden. Het is het eerste model van Cadillac dat in Noord-Amerika aangeboden wordt met een dieselmotor sinds de DeVille en de Fleetwood uit 1985.

### Escalade EV
General Motors is van plan om tegen 2024 een volledig elektrische Escalade te lanceren die zal worden aangedreven door een set van drie elektromotoren.

## EXT
De EXT is de Pick-up-versie van de Escalade. die was alleen bij de 2e en 3e generatie te verkrijgen.

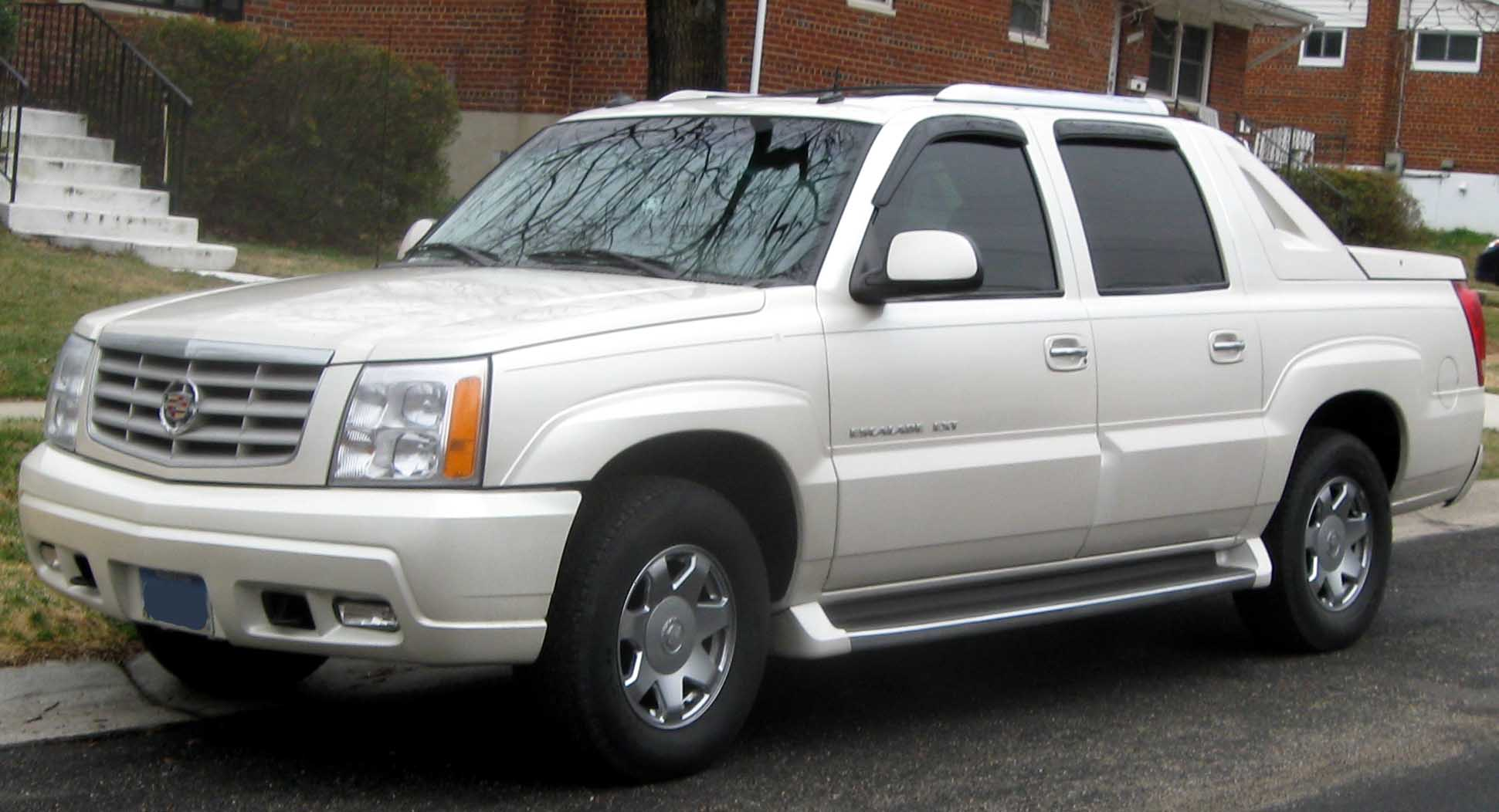
GMT806 Cadillac Escalade EXT (2002–2007)
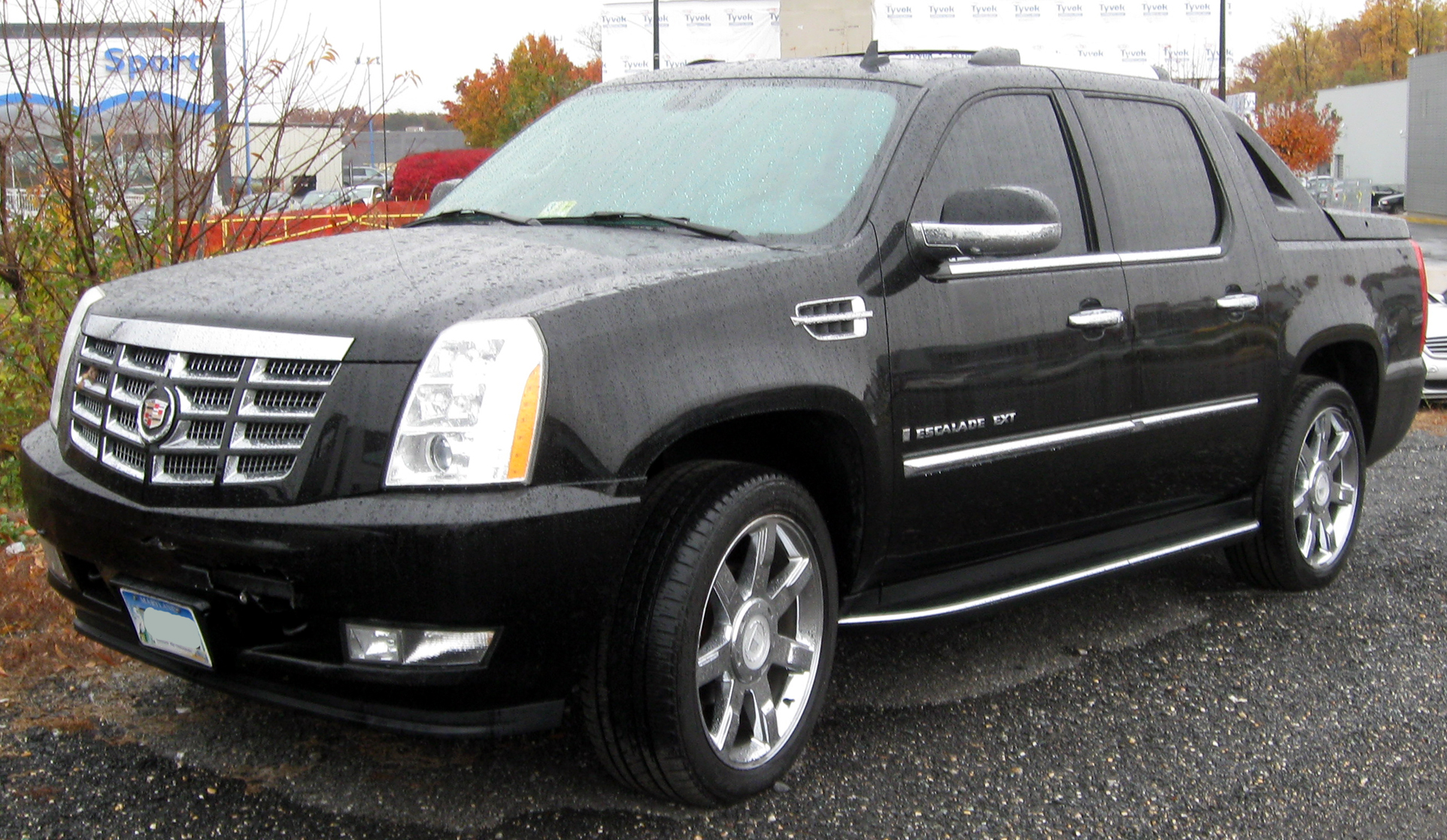
GMT946 Cadillac Escalade EXT (2007-2013)

## Verkopen
| jaar | Escalade | EXT    | ESV    | totaal aantal verkochte Escalades in de VS |
| ---- | -------- | ------ | ------ | ------------------------------------------ |
| 1998 | 3.089    | –      | –      | 3.089                                      |
| 1999 | 23.897   | –      | –      | 23.897                                     |
| 2000 | 23.346   | –      | –      | 23.346                                     |
| 2001 | 31.270   | 546    | –      | 31.816                                     |
| 2002 | 36.114   | 13.494 | 36     | 49.644                                     |
| 2003 | 35.621   | 11.256 | 12.866 | 59.743                                     |
| 2004 | 36.994   | 9.638  | 15.618 | 62.250                                     |
| 2005 | 29.876   | 7.766  | 13.502 | 51.144                                     |
| 2006 | 39.017   | 7.019  | 16.170 | 62.206                                     |
| 2007 | 36.654   | 7.967  | 16.370 | 60.991                                     |
| 2008 | 23.947   | 4.709  | 11.054 | 39.710                                     |
| 2009 | 16.873   | 2.423  | 6.588  | 25.884                                     |
| 2010 | 16.118   | 2.082  | 8.674  | 26.874                                     |
| 2011 | 15.079   | 2.036  | 8.388  | 25.503                                     |
| 2012 | 12.615   | 1.934  | 8.083  | 22.632                                     |
| 2013 | 12.592   | 1.972  | 7.950  | 22.514                                     |
| 2014 | 19.482   | 53     | 10.987 | 30.522                                     |
| 2015 | 21.230   | 2      | 14.691 | 35.923                                     |
| 2016 | 23.604   | -      | 15.488 | 39.092                                     |
| 2017 | 22.994   | -      | 14.700 | 37.694                                     |
| 2018 | 24.815   | -      | 12.057 | 36872                                      |
| 2019 | 22.478   | -      | 12.946 | 35.424                                     |
| 2020 | 24.547   | -      | -      | 24.547                                     |

In Nederland rijden er 96 Escalades rond.